# Древногръцка архитектура
Древногръ̀цката архитекту̀ра се развива в периода от около 9 век пр.н.е. до първи век (като се вземе предвид, че най-ранната запазена каменна структура датира от 7 век пр.н.е.), т.е. тук се изключват образците от по-ранните егейски цивилизации. Влиянието на гръцките архитектурни постижения върху римляните е толкова значително, че римската имперска архитектура възприема много гръцки елементи в практиката си.

## Храм
Поради голямото значение на религията в древногръцкото общество храмът е най-разпознаваемата гръцка постройка, макар че в архитектурно отношение разнообразието им е голямо. Гръцкият термин за храм означава „жилище“ (на гръцки: ὁ ναός, наос). Той е част от свещената територия (теменос (τέμενος)) на светилището. Първите светилища се строят в чест на конкретен бог-покровител и сградата е от нетрайни материали – дърво и кирпич, предназначена единствено за защита на грубо изработен идол (ксоанон). В рамките на светилището е разположен и олтар за животински жертвоприношения, които са неизменна част от религиозните ритуали. Постепенно в интериора на храма се появяват колони, които по-късно се преместват и на фасадата. Най-накрая основният корпус бива ограден с колонади (перистил или периптерна колонада), превърнали се в една от най-характерните черти на гръцката архитектура. Входът към храма е най-често портик с отворени стени.
Богомолците се събират отпред или около храма. Само жреците имат достъп до вътрешността. Вътрешната украса е много по-скромна от фасадата.
Основната правоъгълна форма на храма се появява още през 10 век пр.н.е. – това е проста стая с издадени странични стени (анти, „antae“) при входа, които образуват плитък портик с колони. Най-малките храмове са дълги около 25 метра, но мнозинството от тях са с дължина между 30 и 60 метра. Най-големите достигат 90 – 120 м – например недовършеният храм на Зевс Олимпийски (Olympeion) в Агридженто, Сицилия. Тази форма остава непроменена в течение на векове. От 8 век пр.н.е. нататък в строителството навлизат по-солидни материали – камък и особено мрамор.
Основата на всеки храм е приповдигната върху стъпаловидна платформа с две или три стъпала (крепидома). Върху най-горното стъпало (стилобат) стъпват колоните за украса. Основната част от храма е зиданото помещение, в чиято вътрешност се намира същинското светилище – стая без прозорци (наос или цела), където е поставена статуята на почитаното божество. Пред нея може да има площадка „pronaos“, а понякога и втора стая „antenaos“, където се съхраняват трофеите и даровете. Понякога има и задно преддверие (опистодом).
През Архаичния период в континентална Гърция се налага основно дорийският стил, чиито характерни черти личат в редица монументални постройки, датиращи от VI и V век пр.н.е. Гръцките полиси влагат значителни средства в строежа на храмове като част от конкуренцията помежду им. В частност Атина отделя огромни средства през V век пр.н.е. за строеж на Акропола, не на последно място и за да надмине съперниците си в почитането на боговете.
Храмовете преминават през дълги строителни периоди, преустройства и дострояване – например светилището на Хера на остров Самос позволява да се установят не само промените в строителните техники с времето, но и постоянството, с което гърците използват свещените места, като строят следващото здание право върху предходното. Може би най-типичен и най-известен представител на гръцки класически храм е Партенонът в Атина.
Често гръцките храмове се категоризират според плана на основата, броя на колоните при входа и тяхното разпределение. Ако колоните са само отпред, храмът е от тип простил, а ако има колонади отпред и по двете странични стени, е амфипростил. Храмовете, заобиколени отвсякъде с една редица колони, са периптер (на гръцки: πτερον (pteron – „крило“). Този тип храм се появява в началото на 7 век пр.н.е. и остава господстващ в течение на целия Архаичен и Класически период. Ако колоните са в две редици от всички страни, храмът е диптер. Според броя на колоните най-малкият храм е дистилът – само с две колони на фасадата. Храм с четири колони е тетрастил, с шест (особено срещан) – хексастил и т.н.
Един от най-необичайните образци е толосът – храм с кръгла основа – такива са храмът на Аполон в Делфи и храмът на Асклепий в Епидавър.

## Театър
Театралните представления в Древна Гърция протичат на открито. Първоначално постройките са дървени, а по-късно стават каменни или мраморни. Театрите са големи съоръжения, способни да поберат хиляди зрители, и често се строят върху хълмове, за да се оползотвори естественият наклон. Ориентирани са към хубав изглед към ландшафта, като сцената се разполага така, че той най-общо се използва като фон. Съставните части на гръцкия театър са места за сядане (theatron), кръгла площадка за хора (орхестра, orchestra), и сцена (skene). Зрителите са подредени в полукръгли редове един над друг (амфитеатрално). Две странични пътеки (parados, мн.ч. paradoi) водят към мястото на хора. Тъй като театралните представления често са неразривна част от религиозните фестивали, често театрите се строят в съседство с храмовете и светилищата. Религиозният елемент присъства и чрез наличието на олтар на сцената.
Сред най-известните театри са театърът на Дионис в Атина (ок. 500 г. пр.н.е.) и театърът в Епидавър (ок. 350 г. пр.н.е.).
За разлика от театъра, одеонът е напълно или частично покрит. Известно е, че Перикъл е построил одеон в Атина около 435 г. пр.н.е. Покривът му бил поддържан от осемдесет и една колони и според Плутарх имал кръгъл план и наподобявал шатрата на персийски цар.
Известен одеон от римско време е одеонът на Ирод Атик в Атина, разположен в подножието на Акропола.